# 레옹 부르주아
레옹 부르주아(Léon Bourgeois)는 1851년 5월 29일 파리에서 태어나 1925년 9월 29일 마른의 오제 성에서 사망한 프랑스의 정치인이다.
공화주의 성향의 중산층 가정 출신인 레옹 부르주아는 행정 공무원으로 경력을 시작하여 1888년 하원 선거를 앞두고 그만 두었다. 급진파이던 그는 이후 여러 장관직을 역임했다.
1895년 레옹 부르주아는 국무회의 의장으로 임명되어 중도공화파의 지지에 더불어 첫 급진파 위주의 내각을 꾸렸다. 그는 임명된지 6개월만에 상원과의 정치 견해 차이로 사임했다.
연륜있는 입법가이던 레옹 부르주아는 프랑스 국회의 양원, 상원의장과 하원의장을 모두 역임해 본 몇 안되는 정치인 중 하나이다. 그는 연대주의의 주창자이자 이론가로 평가받는다.
1920년, 레옹 부르주아는 국제연맹 초대 이사회 총장이 되었으며, 노벨 평화상을 수상했다.

## 역대 선거 결과
| 선거명      | 직책명 | 대수 | 정당   | 득표율 | 득표수 | 결과 | 당락 |
| ----------- | ------ | ---- | ------ | ------ | ------ | ---- | ---- |
| 1906년 선거 | 대통령 | 8대  | 급진당 | 0.24%  | 2표    | 6위  | 낙선 |
| 1920년 선거 | 대통령 | 11대 | 급진당 | 0.69%  | 6표    | 6위  | 낙선 |